# Thouarella versluysi
Thouarella versluysi är en korallart som beskrevs av Kükenthal 1907. Thouarella versluysi ingår i släktet Thouarella och familjen Primnoidae. Inga underarter finns listade i Catalogue of Life.